# Ана Палеолог Кантакузин
Ана Палеолог Кантакузин (грч. Αννα Καντακουζηνη) (умрла после 1313. године) била је сестричина византијског цара Михаила VIII Палеолога, друга жена деспота Нићифора I Комнина Дуке од Епира и намесница Епира, након његове смрти око 1297. године.

## Порекло
Ана је била трећа од четири ћерке Јован Кантакузина и његова жена Ирене Палеолог (Еулогиа Палеологина), сестра цара Михаила VIII Палеолога. Анине сестре су биле: Теодора Раулина, жена Ђорђа Музалона па Јована Раула, Марија Палеологина Кантакузина, супруга царица Бугарске и Евгенија Палеологина Кантакузин, жена Сиргијана и мајка Сиргијана Палеолога. 

## Брак са деспотом Нићифором I Анђелом
Ана је удата у јесен 1264. године, за Нићифора I Комнина Дуку као део мировног споразума између њеног ујака цара Михаила VIII и Нићифоровог оца деспота Михаила II Комнина Дуке, вође провизантијске партије у Епиру. Ана је доминирала над својим мужем, слично својим сестрама Маријом и Теодором. Постала је деспотица Неопатре 1289. године, деспот Нићифор I је у првом браку био ожењен Маријом Ласкарис, ћерком цара Теодора II Дуке Ласкариса и имали су једну ћерку Катарину - Марију.
После обнове православља у време владавине цара Андроника II Палеолога 1282. године, деспот Нићифор I је обновио савез са Византијским царством преко деспине Ане, која је отпутовала у Цариград да постигне договор; Сама деспина Ана је служила интересима византијског двора. Године 1284. намамили су Михаила, сина севастократора Јована I Дуке од Тесалије, у Епир уз обећање династичког брака и ухапсили су га и послали у Цариград. Ово је увукло деспота Нићифора I у рат против његовог полубрата, који је опустошио околину Арте у знак одмазде 1285. године. Деспина Ана је кренула у амбициозан пројекат орођавања Епирске династије Анђела са Византијским Палеолозима, идеја је била да своју ћерку Тамару уда за цара Михаила IX Палеолога, сина цара Андроника II и савладара. Иако је овај пројекат пропао, њеном младом сину Томи цар је 1290. године, доделио достојанство деспота. 
Антивизантијска аристократија је сада убедила деспота Нићифора I да отвори преговоре са напуљским краљем Карлом II 1291. године, што је изазвало византијску инвазију. Тиме је запечаћен савез са Напуљем, а интервенција краља Карла II преко његових вазала грофа Рикарда Орсинија од Кефалоније и кнеза Флорента од Ахаје помогла је да се заустави византијско напредовање. Пар је сада удао своју другу ћерку Марију за наследника Кефалоније, а своју ћерку Тамару за сина краља Карла II, Филипа I од Тарента. Тамара је добила право да наследи Епир уместо свог брата, а краљ Карло II је обећао да ће јој бити дозвољено да остане у православној вери. Венчање је одржано 1294. године, и укључивало је пренос неколико обалних тврђава кнезу Филипу I као Тамарин мираз. Кнез Филип I је истовремено у Грчкој добио права и потраживања свог оца.

## Намесништво
Деспот Нићифор I је умро између септембра 1296. и јула 1298. године, деспина Ана је обезбедила да га наследи њихов малолетни син Тома, иако је кнезу Филипу I било обећано да ће наследити Епир по праву своје жене кнегиње Тамаре. Краљ Карло II Напуљски је захтевао да се Епир преда кнезу Филипу I и кнегињи Тамари, али је деспина Ана одбила, тврдећи да је договор прекинут када је кнегиња Тамара била приморана да напусти своју православну веру. Године 1304. деспина Ана је тражила подршку од цара Андроника II. Савез је склопљен и запечаћен браком младог деспота Томе са Аном Палеолог, ћерком савладара - цара Михаила IX Палеолога, Андрониковом унуком.
Прави брак се реализовао 1307. или 1313. године. У међувремену је краљ Карло II послао трупе у Епир, али су оне биле одбијене и Епирци су напредовали у анжујске земље на западном Балкану, повративши Бутринт и Наупакт 1304–1305. године. Нова анжујска инвазија 1307. године, која је имала за циљ свргавање деспине Ане , завршила се компромисом којим су кнезу Филипу I од Тарента уступљене многе тврђаве које су поново заузели Епирци у претходном рату.
Деспина Ана се последњи пут помиње као део листе барона "де Романиа" са којима је Република Венеција одржавала односе 1313. године, њена судбина је након ове године непозната.

## Деца
Деспина Ана Кантакузин Палеолог и деспот Нићифор I Анђел Комнин Дука, имали су троје деце:
- Тамара, која се удала за кнеза Филипа I од Тарента, сина напуљског краља Карла II.
- Михаило, који је био талац у Напуљу 1279, али се вратио родитељима 1281. Претпоставља се да је умро пре свог оца.
- Тома, који је наследио оца као владар Епира.